# Angelika Bahmann
Angelika Bahmann (Plauen, 1º aprile 1952) è un'ex canoista tedesca vincitrice del primo oro olimpico del K1 donne ai Giochi della XX Olimpiade di Monaco di Baviera del 1972.
Terminata la carriera sportiva è diventata una fisioterapeuta e successivamente ha collaborato come allenatrice, insieme al figlio Christian, con la squadra di cinese di canoa in occasione dei Giochi della XXIX Olimpiade di Pechino nel 2008.